# József Petzval
József Petzval, niem. Josef Maximilian Petzval, węg. Petzvál József Miksa (ur. 6 stycznia 1807 w Szepesbéla, późniejsza Biała Spiska; zm. 19 września 1891 w Wiedniu) – niemiecko-węgierski naukowiec: matematyk, fizyk i wynalazca, nazywany też Austriakiem i Słowakiem.
Petzval zasłużył się w optyce geometrycznej, zwłaszcza w konstrukcji obiektywów.

## Życiorys
Urodził się w wieloetnicznym Królestwie Węgier, będącym częścią Cesarstwa Austrii. Ojciec Petzvala był z pochodzenia Niemcem, przybył do Białej Spiskiej z Moraw, jego matka urodziła się w Królestwie Węgier. Narodowość i pochodzenie Petzvala są sporne: uważany bywa za Niemca, Węgra lub Słowaka. Jego młodszym bratem był Otto Petzval, także matematyk.
Podstawową edukację uzyskał w szkole ludowej przy kościele św. Krzyża w Kieżmarku, do gimnazjum uczęszczał w Podolińcu i Lewoczy, liceum ukończył w Koszycach. W latach 1826–31 studiował na Institutum Geometricum w Peszcie (dziś Uniwersytet Techniczno-Ekonomiczny w Budapeszcie), gdzie w 1831 się doktoryzował. Następnie wykładał na tej uczelni, a od 1835 był profesorem wyższej matematyki. Rok później przeniósł się Uniwersytet Wiedeński, gdzie zajmował identyczne stanowisko do 1884. W 1846 został członkiem korespondentem, a w 1849 członkiem zwyczajnym wiedeńskiej akademii nauk. W 1873 otrzymał członkostwo Węgierskiej Akademii Nauk. Po odejściu na emeryturę w wieku lat 70, resztę życia spędził samotnie, unikając ludzi.
Zajmował się głównie optyką. Określił, jakie warunki muszą być spełnione aby obiektyw nie miał aberracji optycznej w postaci krzywizny pola. Krzywizna pola nosi w języku angielskim nazwę „krzywizny Petzvala” (ang.: Petzval field curvature). Jest to paraboloidalna powierzchnia, na której ogniskują się promienie po przejściu przez soczewkę, co uniemożliwia zogniskowanie obrazu na płaskiej powierzchni. Aby wyeliminować tego typu zniekształcenie należy użyć co najmniej dwóch soczewek, których ogniskowa i współczynnik załamania spełniają warunek Petzvala wyrażony równaniem:

f1 n1 + f2 n2 = 0, gdzie n to współczynnik refrakcji, f to ogniskowa, 1 i 2 odnoszą się do soczewek.
Wielkość krzywizny pola oblicza się wykorzystując teoremat Petzvala.
W 1840 roku skonstruował obiektyw Petzvala, opracował także lornetkę operową. Obiektywy Petzvala wytwarzała firma Voigtländer, niestety z braku formalnych uregulowań współpracy Petzval zerwał kontakty z Voigtländerem w 1845; następnie doszło między nimi do poważnego konfliktu, bo Voigtländer, wykorzystując część obliczeń Petzvala, wyprodukował i sprzedawał obiektywy szerokokątne, które konkurowały z opracowanymi przez samego Petzvala (a wytwarzanymi przez innego wiedeńskiego optyka, Dietzlera) obiektywami tego samego typu. W wyniku tych konfliktów, dodatkowo rozgoryczony zniszczeniem notatek z wieloletnich prac podczas włamania do jego domu, József Petzval w 1862 zwrócił się ku akustyce, porzucając optykę.
Niezależnie Petzval wynalazł transformatę Laplace’a. Według niektórych źródeł był pierwszą osobą, która opracowała tę metodę, ale został niesłusznie oskarżony o plagiat i transformata została nazwana imieniem Laplace’a, a nie Petzvala.
Imieniem Petzvala została nazwana planetoida (3716) Petzval oraz krater na niewidocznej z Ziemi stronie Księżyca.